# Instituto de Estudios Valencianos
El Instituto de Estudios Valencianos, abreviadamente IEV (en valenciano Institut d'Estudis Valencians) fue una institución fundada el 9 de febrero de 1937 en Valencia (en plena guerra civil española), al estilo del Instituto de Estudios Catalanes, a iniciativa de la Consejería de Cultura del Consejo Provincial Valenciano, presidida por Francisco Bosch y Morata (Partit Valencianista d'Esquerra, PVE). El presidente fue José Puche y Álvarez, rector de la Universidad de Valencia, y el secretario general Carles Salvador. 
Estaba dividido en cuatro secciones:
- Histórico-Arqueológica, presidida por Isidro Ballester y Tormo
- Filología valenciana, presidida por Luis Gonzalvo y París.
- Ciencias, presidida por José Puche
- Estudios Económicos, presidida por Rafael Font de Mora.

Fue el primer organismo valenciano con competencias normativizadoras, como señala Josep Daniel Climent: "el único organismo oficial que los valencianos tuvimos a lo largo del siglo XX con autoridad sobre la lengua".  Así, la decisión más importante del IEV fue adoptar las Normas de Castellón como normativa oficial para el valenciano. La consejería de cultura le adscribió el Museo de Prehistoria y el Centro de Estudios Económicos Valencianos. Promovió la fundación de la Biblioteca del País Valenciano, pero la guerra civil española impidió buena parte de las actividades y desapareció en 1939. La Generalidad Valenciana nunca lo restableció como entidad pública, sino que su denominación fue utilizada para la constitución de una nueva entidad, de carácter asociativo privado, aunque con orientación secesionista, bajo la presidencia de Carlos Recio Alfaro.